# Atletismo nos Jogos Pan-Americanos de 2023 - 100 m feminino
A competição de 100 metros feminino do atletismo nos Jogos Pan-Americanos de 2023 foi disputada em 30 e 31 de outubro no Parque Deportivo Estadio Nacional, em Santiago, no Chile. No total, competiram 22 atletas de 14 Comitês Olímpicos Nacionais (CON).

## Calendário
Horário local (UTC-4).
| Data          | Horário | Fase      |
| ------------- | ------- | --------- |
| 30 de outubro | 19:05   | Semifinal |
| 31 de outubro | 20:55   | Final     |

## Medalhistas
| Ouro   | CUB Yunisleidy García |
| Prata  | GUY Jasmine Abrams    |
| Bronze | TTO Michelle-lee Ahye |

## Recordes
Antes desta competição, os recordes mundiais e dos Jogos Pan-Americanos da prova eram os seguintes:
| Tipo                             | Atleta                   | Tempo | Local        | Data                |
| -------------------------------- | ------------------------ | ----- | ------------ | ------------------- |
|                                  | Florence Griffith-Joyner | 10.49 | Indianápolis | 16 de julho de 1988 |
| Recorde dos Jogos Pan-Americanos | Barbara Pierre           | 10.92 | Toronto      | 21 de julho de 2015 |

## Resultados

### Semifinal
Qualificação: Os dois primeiros em cada bateria (Q) e os próximos dois mais rápidos (q) se classificaram para a final.
Estes foram os resultados:
| Pos. | Bateria | Atleta                    | Nacionalidade            | Tempo | Notas |
| ---- | ------- | ------------------------- | ------------------------ | ----- | ----- |
| 1    | 3       | Yunisleidy García         | CUB Cuba                 | 11.53 | Q     |
| 2    | 2       | Jasmine Abrams            | GUY Guiana               | 11.60 | Q     |
| 3    | 2       | Ana Azevedo               | BRA Brasil               | 11.64 | Q     |
| 4    | 3       | Michelle-lee Ahye         | TTO Trinidad e Tobago    | 11.64 | Q     |
| 5    | 2       | Yarima García             | CUB Cuba                 | 11.65 | q     |
| 6    | 1       | Cecilia Tamayo            | MEX México               | 11.66 | Q     |
| 7    | 1       | Liranyi Alonso            | DOM República Dominicana | 11.69 | Q     |
| 8    | 1       | Reyare Thomas             | TTO Trinidad e Tobago    | 11.69 | q     |
| 9    | 2       | Gabriela Suarez           | ECU Equador              | 11.70 |       |
| 10   | 3       | Laura Martínez            | COL Colômbia             | 11.70 |       |
| 11   | 1       | Aimara Nazareno           | ECU Equador              | 11.73 |       |
| 12   | 1       | Kennedy Blackmon          | USA Estados Unidos       | 11.74 |       |
| 13   | 3       | Halle Hazzard             | GRN Granada              | 11.77 |       |
| 14   | 1       | Keliza Smith              | GUY Guiana               | 11.78 |       |
| 15   | 2       | Maria Florencia Lamboglia | ARG Argentina            | 11.80 |       |
| 16   | 2       | Kortnei Johnson           | USA Estados Unidos       | 11.83 |       |
| 17   | 3       | María Ignacia Montt       | CHI Chile                | 11.84 |       |
| 18   | 1       | Mickaell Moodie           | JAM Jamaica              | 11.86 |       |
| 19   | 3       | Maria Victoria Woodward   | ARG Argentina            | 12.15 |       |
| 20   | 2       | Anaís Hernández           | CHI Chile                | 12.16 |       |
| 21   | 3       | Guadalupe Torrez          | BOL Bolívia              | 12.17 |       |
| –    | 1       | Gabriela Mourão           | BRA Brasil               | DNS   |       |

### Final
Estes foram os resultados:
| Pos. | Raia | Atleta            | Nacionalidade            | Tempo | Nota |
| ---- | ---- | ----------------- | ------------------------ | ----- | ---- |
| 01 ! | 6    | Yunisleidy García | CUB Cuba                 | 11.36 |      |
| 02 ! | 5    | Jasmine Abrams    | GUY Guiana               | 11.52 |      |
| 03 ! | 2    | Michelle-lee Ahye | TTO Trinidad e Tobago    | 11.53 |      |
| 4    | 3    | Ana Azevedo       | BRA Brasil               | 11.58 |      |
| 5    | 7    | Liranyi Alonso    | DOM República Dominicana | 11.63 |      |
| 6    | 8    | Reyare Thomas     | TTO Trinidad e Tobago    | 11.69 |      |
| 7    | 1    | Yarima García     | CUB Cuba                 | 11.71 |      |
| 8    | 4    | Cecilia Tamayo    | MEX México               | 11.75 |      |

Legenda
| Recorde mundial                  | Recorde mundial (World record)               |                       | Recorde africano                      | Recorde africano (African) |                                           | Q | Classificado por posição (Qualified) |
| Recorde dos Jogos Pan-Americanos | Recorde pan-americano (Pan-American record)  | Recorde da América    | Recorde da América (Americas)         | q                          | Classificado por melhor tempo (Qualified) |   |                                      |
| Melhor marca do ano              | Melhor marca do ano (World leading)          | Recorde asiático      | Recorde asiático (Asian)              | DNS                        | Não largou (Did not start)                |   |                                      |
| Recorde nacional                 | Recorde nacional (National record)           | Recorde europeu       | Recorde europeu (European)            | DNF                        | Não terminou (Did not finish)             |   |                                      |
| Recorde pessoal                  | Recorde pessoal do atleta (Personal best)    | Recorde da Oceania    | Recorde da Oceania (Oceania)          | DSQ / DQ                   | Desclassificado (Disqualified)            |   |                                      |
| Recorde da temporada             | Recorde da temporada do atleta (Season best) | Recorde sul-americano | Recorde sul-americano (South America) | NM                         | Sem marca (No mark)                       |   |                                      |